# Reinhard von Scheffer-Boyadel
Reinhard Gottlob Georg Heinrich Freiherr von Scheffer-Boyadel (Hanau, 28. ožujka 1851. -  Boyadel, 8. studenog 1925.) je bio njemački general i vojni zapovjednik. Tijekom Prvog svjetskog rata zapovijedao je s XX. i XVII. pričuvnim korpusom na Istočnom bojištu.

## Vojna karijera
Reinhard von Scheffer-Boyadel rođen je 28. ožujka 1851. u Hanauu. Kao dragovoljac stupio je u prusku vojsku 1870. godine, te je sudjelovao u Prusko-francuskom ratu. Nakon rata pohađa Prusku vojnu akademiju, te služi u raznim vojnim jedinicama, kao i u Glavnom stožeru u Berlinu. Čin pukovnika dostigao je 1897. da bi nakon službe u Glavnom stožeru i ministarstvu rata, u veljači 1906. postao zapovjednikom 2. gardijske divizije smještene u Berlinu. U veljači 1908. unaprijeđen je u generala pješaštva, te postaje zapovjednikom XI. korpusa smještenog u Kasselu. Navedenim korpusom zapovijeda pet godina, nakon čega je stavljen na raspolaganje, te premješten u pričuvu. 

## Prvi svjetski rat
Na početku Prvog svjetskog rata Scheffer-Boyadel dobiva zapovjedništvo nad XXV. pričuvnim korpusom koji je na Istočnom bojištu ušao u sastav tek formirane 9. armije koja se nalazila pod zapovjedništvom Augusta von Mackensena. Scheffer-Boyadel je zapovijedajući navedenim korpusom sudjelovao u Bitci kod Lodza. U navedenoj bitci Sheffer-Boyadelov korpus je prodro kroz ruske linije južno od Berezine, ali je ubrzo bez podrške ostalih njemačkih snaga bio okružen. Usprkos nepovoljnim vremenskim prilikama, Scheffer-Boyadel se uspio probiti iz ruskog obruča zarobivši pritom 16.000 ruskih vojnika. Za navedeni pothvat 2. prosinca 1914. odlikovan je ordenom Pour le Mérite. Nakon bitke kod Lodza Scheffer-Boyadel je sa XXV. pričuvnim korpusom sudjelovao u ofenzivi Gorlice-Tarnow, te zauzimanju Varšave.
U rujnu 1916. Scheffer-Boyadel postaje zapovjednikom XVII. pričuvnog korpusa, da bi mjesec dana poslije postao zapovjednikom Armijskog odjela Scheffer (Armeeabteilung Scheffer) koji je formiran oko navedenog korpusa. U rujnu 1917. postaje zapovjednikom Generalnog zapovjedništva 67 (Generalkommando 67) koje je formirano na osnovi jedinica armijskog odjela kojim je do tada zapovijedao. Do kraja rata Scheffer-Boyadel sudjeluje u okviru 10. armije u borbama na sjevernom dijelu Istočnog bojišta.

## Poslije rata
Nakon završetka rata Scheffer-Boyadel se umirovio. Preminuo je 8. studenog 1925. godine u 75. godini života na obiteljskom imanju u Boyadelu. 

## Vanjske poveznice
(eng.) Reinhard von Scheffer-Boyadel na stranici Prussianmachine.com

(rus.) Reinhard von Scheffer-Boyadel na stranici Hrono.ru

(njem.) Reinhard von Scheffer-Boyadel na stranici Deutschland14-18.de  Arhivirana inačica izvorne stranice od 2. travnja 2016. (Wayback Machine)